# 12682 Кавада
12682 Кавада (12682 Kawada) — астероїд головного поясу, відкритий 14 листопада 1982 року.
Тіссеранів параметр щодо Юпітера — 3,353.